# Serra Comunera
La Serra Comunera és una serra situada entre els municipis de Campmany i la Jonquera a la comarca de l'Alt Empordà, amb una elevació màxima de 225 metres.